# Alfred Schaffer
Alfred Schaffer (* 16. September 1973 in Leidschendam, Niederlande) ist ein niederländischer Dichter.
Alfred Schaffer absolvierte 1992 seinen Schulabschluss am Veurs college Leidschendam. Anschließend studierte er bis 1996 Niederländisch, Literatur, Film- und Theaterwissenschaften an der Universität Leiden. Nach seinem Abschluss zog er nach Südafrika, wo er an der Universität Kapstadt dozierte. Im Jahr 2000 debütierte er mit seiner Gedichtsammlung Zijn opkomst in de voorstad als Schriftsteller, wofür er zwei Jahre später mit dem Jo Peters Poëzieprijs ausgezeichnet wurde. Für seine 2006 veröffentlichte fünfte Gedichtsammlung Schuim erhielt er eine Nominierung für den Paul-Snoek-Poesiepreis und wurde mit dem Hugues C. Pernath-prijs ausgezeichnet. Verliehen wurde ihm der Paul-Snoek-Poesiepreis 2016 für Mens Dier Ding. 2021 erhielt Schaffer den P.C.-Hooft-Preis für sein poetisches Gesamtwerk. Für seinen Gedichtband Wie was ik wurde er mit dem Herman de Coninckprijs voor poëzie 2021 ausgezeichnet.

## Werke
- Zijn opkomst in de voorstad (2000)
- Dwaalgasten (2002)
- Geen hand voor ogen (2004)
- De muziek die ons toekomt (2005)
- Schuim (2006)
- Kooi (2008)
- Mens Dier Ding (2014); bilinguale Ausgabe (Niederländisch und englische Übersetzung von Zandra Bezuidenhout): Mens dier ding. Human & Rousseau, Kapstadt 2018, ISBN 978-0-79817814-3
- Postuum. Een lofzang (2016)
- Wie was ik. Strafregels (2020)

## Auszeichnungen
- 2010: Ida-Gerhardt-Poesiepreis für Kooi[1]
- 2010: Jan Campert-prijs für Kooi
- 2007: Hugues C. Pernathprijs für Schuim
- 2002: Jo Peters Poëzieprijs für Zijn opkomst in de voorstad
- 2014: Awater-Poesiepreis für Mens Dier Ding
- 2016: Paul-Snoek-Poesiepreis für Mens Dier Ding
- 2017: Charlotte-Köhler-Preis für Mens Dier Ding
- 2021: P.C.-Hooft-Preis für das Gesamtwerk
- 2021: Herman de Coninckprijs für Wie was ik

### Nominierungen
- 2008: VSB Poëzieprijs für Kooi
- 2007: Paul-Snoek-Poesiepreis für Schuim
- 2004: VSB Poëzieprijs für Geen hand voor ogen
- 2003: VSB Poëzieprijs für Dwaalgasten
- 2001: C. Buddingh'-prijs für Zijn opkomst in de voorstad